# Вихорев, Василий Александрович
Василий Александрович Вихорев (6 [19] января 1905, Щипачево, Ярославская губерния — 26 июня 1944, Рогачёвский район, Гомельская область) — Герой Советского Союза, участник Великой Отечественной войны.

## Биография
Родился 6 (19) января 1905 года в деревне Щипачёво Ростовского уезда Ярославской губернии в семье крестьянина. Русский. Образование начальное.
С 1927 года в Красной Армии. В 1929 году был принят в члены ВКП(б). Окончил курсы усовершенствования офицерского состава.
Участник Великой Отечественной войны с 1942 года. К лету 1944 года майор Вихорев был командиром батальона 4-го моторизированного понтонно-мостового полка.
Особо отличился в боях за освобождение Белоруссии при форсировании рек Днепр (в районе города Рогачёв батальон майора Вихорева находясь всё время под огнём в рекордно короткий срок построил мост, а затем вёл своевременные восстановительные работы) и Друть (мост был построен за ночь, затем велись восстановительные работы). Комбат не покидал своего поста несколько дней без сна и отдыха. 26 июня во время очередных работ по восстановлению разрушенного пролёта моста майор Василий Александрович Вихорев погиб от осколка вражеской мины. Похоронен в Рогачёве.
Указом Президиума Верховного Совета СССР от 24 марта 1945 года за образцовое выполнение боевых заданий командования на фронте борьбы с немецко-фашистским захватчиками и проявленные при этом мужество и героизм майору Вихореву Василию Александровичу посмертно присвоено звание Героя Советского Союза.
Награждён орденом Ленина (24 марта 1945), медалью «За боевые заслуги» (15 октября 1943).

## Комментарии
1. ↑  Деревня Щипачёво Перовской волости Ростовского уезда с 25 января 1935 года входила в состав Перовского сельсовета Петровского района (в этой административно-территориальной принадлежности упомянута как место рождения[1]); ныне — в Перовском сельском округе Ростовского района Ярославской области.